# Селище (Дрогичинский район)
Селище (бел. Селішча) — деревня в Дрогичинском районе Брестской области Белоруссии. Входит в состав Закозельского сельсовета. Население — 32 человека (2019).

## География
Селище находится в 17 км к юго-западу от Дрогичина. Местные дороги ведут в окрестные деревни Заречка и Суличево. Селище стоит на левом берегу Днепровско-Бугского канала в месте, где от него ответвляется Белозёрский канал. Деревня находится на водоразделе Вислы и Днепра, на берегу канала установлен памятный знак

## Достопримечательности
- Памятный знак на водоразделе Вислы и Днепра